# Заболочені ліси Східного Конго
Заболочені ліси Східного Конго (ідентифікатор WWF: AT0110) — афротропічний екорегіон тропічних та субтропічних вологих широколистяних лісів, розташований на території Демократичної Республіки Конго. Разом із прилеглими заболоченими лісами західного Конго цей екорегіон утворює одну з найбільших безперервних ділянок прісноводних заболочених лісів у світі. Видове різноманіття та рівень ендемізму екорегіону відносно низькі, однак це може пояснюватися тим, що цей регіон є одним з найменш досліджених у світі.

## Географія
Екорегіон заболочених лісів Східного Конго простягається вздовж лівого берега Конго, від гирла річки Еліла до міста Болобо. Він охоплює долину Конго, долини деяких його лівих приток, зокрема річок Ломамі, Лулонга, Лопорі, Маринга, Рукі, Бусіра, Чуапа,  Ломела та Момбойо, а також території навколо озер Тумба та Маї-Ндомбе. 
Рельєф регіону переважно рівнинний, його висота коливається від 350 до 400 м над рівнем моря. В східній частині регіону розташована система водоспадів Стенлі. Ґрунти представлені насиченими водою глейсолями. Густота населення становить близько 12 осіб/км², більшість з яких мешкає в селах на берегах основних річок.

## Клімат
В межах екорегіону переважає екваторіальний клімат (Af за класифікацією кліматів Кеппена). Середньорічна кількість опадів становить понад 2000 мм. Середньорічна максимальна температура становить близько 30 °C, а середньорічна мінімальна температура — 18-21 °C. Добова амплітуда коливання температури часто перевищує річну. Вологість висока протягом всього року.

## Флора
Основними рослинними угрупованнями екорегіону є постійно заболочені ліси, сезонно затоплювані ліси, більш сухі ліси, що ростуть на підвищеннях, сезонно затоплювані савани та відкриті водно-болотні угіддя. Сезонні повені є характерною рисою заплав Конго та його приток. Вони визначають структуру лісів та розподіл видів рослин у цій місцевості.
В заболочених лісах ростуть бубінгові дерева (Guibourtia demeusei), кулясті симфонії (Symphonia globulifera), болотяні ентандрофрагми (Entandrophragma palustre), уапаки Едело (Uapaca heudelotii), фіолетові стеркулії (Sterculia subviolacea), конголезькі альстонії (Alstonia congensis), а також різні види мітрагінових (Mitragyna spp.), манілкарових (Manilkara spp.) та гарцинієвих дерев (Garcinia spp.). На постійно затоплених болотах ростуть моновидові зарості пальм рафій (Raphia spp.), які можуть займати значні площі в межах екорегіону. В більш сухих лісах, що ростуть на підвищеннях, переважають лімбалієві дерева (Gilbertiodendron dewevrei), а також ростуть різноманітні ліани. На відкритих ділянках ростуть пурпурові болотяні орхідеї (Eulophia horsfallii), а на берегах річок часто зустрічається марантохлоя (Marantochloa spp.).

## Фауна
Серед поширених в екорегіоні ссавців слід відзначити лісових слонів (Loxodonta cyclotis) та бонобо (Pan paniscus). Річка Конго слугує біогеографічною межею для багатьох видів, найяскравіші приклади яких можна знайти серед приматів. На лівому березі цієї річки, окрім бонобо, мешкають також ангольські колобуси (Colobus angolensis), мавпи Вольфа (Cercopithecus wolfi), золоточереві мангабі (Cercocebus chrysogaster), чорні мангабі (Lophocebus aterrimus), ангольські талапоїни (Miopithecus talapoin) та лісові мартишки (Chlorocebus dryas). Галаго Демідова (Galagoides demidovii) та болотяні мартишки (Allenopithecus nigroviridis) зустрічаються по обидва боки річки.
Серед майже ендемічних ссавців, поширених в регіоні, слід відзначити жорсткошерстну мишу Хаттерера (Lophuromys huttereri) та смугастого кажана Аллена (Glauconycteris alboguttata). Ендеміками регіону є річкові м'якошерстні миші (Praomys mutoni) та крихітні воскові жаби (Cryptothylax minutus). Серед поширених в регіоні птахів слід відзначити конголезьку маріку (Cinnyris congensis), червоноокого попецуха (Pseudochelidon eurystomina) та заїрську ластівку (Riparia congica).

## Збереження
Оцінка 2017 року показала, що 23 092 км², або 25 % екорегіону, є заповідними територіями. Природоохоронні території включають: Національний парк Салонга, Національний парк Ломамі, Біосферний заповідник Янгамбі, Природний заповідник Ломако-Йококала та Природний заповідник Тумба-Ледііма. У 1984 році Національний парк Салонга був внесений до списку Світової спадщини ЮНЕСКО. Також в екорегіоні розташоване найбільше у світі Рамсарське водно-болотне угіддя Тумба-Нгірі-Маїндомбе.